# Стара зграда Пољопривредног факултета у Земуну
Стара зграда Пољопривредног факултета налази се у градској општини Земун, у Немањиној улици 6. у Београду. Уврштена је у споменик културе Србије.

## Историјат
Зграда је направљена 1932. године према пројекту српског архитекте Војина Петровића и према плановима архитекте Гојка Тадића, на простору где се некада налазио Контумац. Зграда је првобитно имала два спрата на којем је 1947/48. године назидан још један спрат. Седамдесетих година 20. века зграда је дорађена, када је формирана јединствена архитектонска целина са старијим делом. Обликована је репрезентативно, у маниру закаснелог историцизма. Садржајем и архитектонском композицијом чини јединство са самосталним школским објектима подигнутим раније на простору порушених контумацких зграда и успешно се уклапа у слободно конципирану југозападну зону урбанистичке целине старог језгра Земуна.
Стара зграда Пољопривредног факултета у Земуну представља ауторско остварење успешно уклопљено у контекст простора. Објекат је од архитектонско-стилске и културно-историјске вредности.

## Галерија
- Поглед са Авијатичарског трга
- Дворишни изглед зграде